# Isaac Newton (Schiff)
Die Isaac Newton ist ein Spezialschiff für die Verlegung von Seekabeln. Das Schiff kann auch für andere Offshorearbeiten eingesetzt werden.

## Schiffsbeschreibung
Das Schiff wurde 2015 auf der Werft Uljanik Brodogradiliste in Kroatien gebaut.
Die vier Dieselaggregate erbringen eine Gesamtleistung von 11.476 kW, davon 6.000 kW für den Vortrieb. Die Isaac Newton erreicht damit eine Nenngeschwindigkeit von 12 Knoten und ermöglicht einen Pfahlzug von rund 100 Tonnen. Zum Manövrieren und für das dynamische Positionieren (DP2) stehen 3.000 kW für die zwei Bugstrahlruder und 2.000 kW für das ausfahrbare Strahlruder zur Verfügung.
Das unter der Flagge Luxemburgs fahrende Schiff ist mit einem Hubschrauberlandeplatz ausgestattet.

## Arbeitsschiff für verschiedene Offshorearbeiten
Die Isaac Newton ist sehr vielfältig ausgestattet und ermöglicht neben dem Kabellegen weitere Arbeiten für verschiedene Offshoreprojekte. Dazu gehören besonders die Eingrabung, Stabilisierung und Ballastierung bei der Verlegung von Unterwasser-Pipelines, Unterwasser-Kabeln und Unterwasser-Versorgungsleitungen. Außerdem sind Einrichtungen zur Meeresbodenvorbereitung bei der Errichtung von Fundamenten für Trafo- und HGÜ-Plattformen und Offshore-Projekte im Bereich Öl und Gas vorhanden.

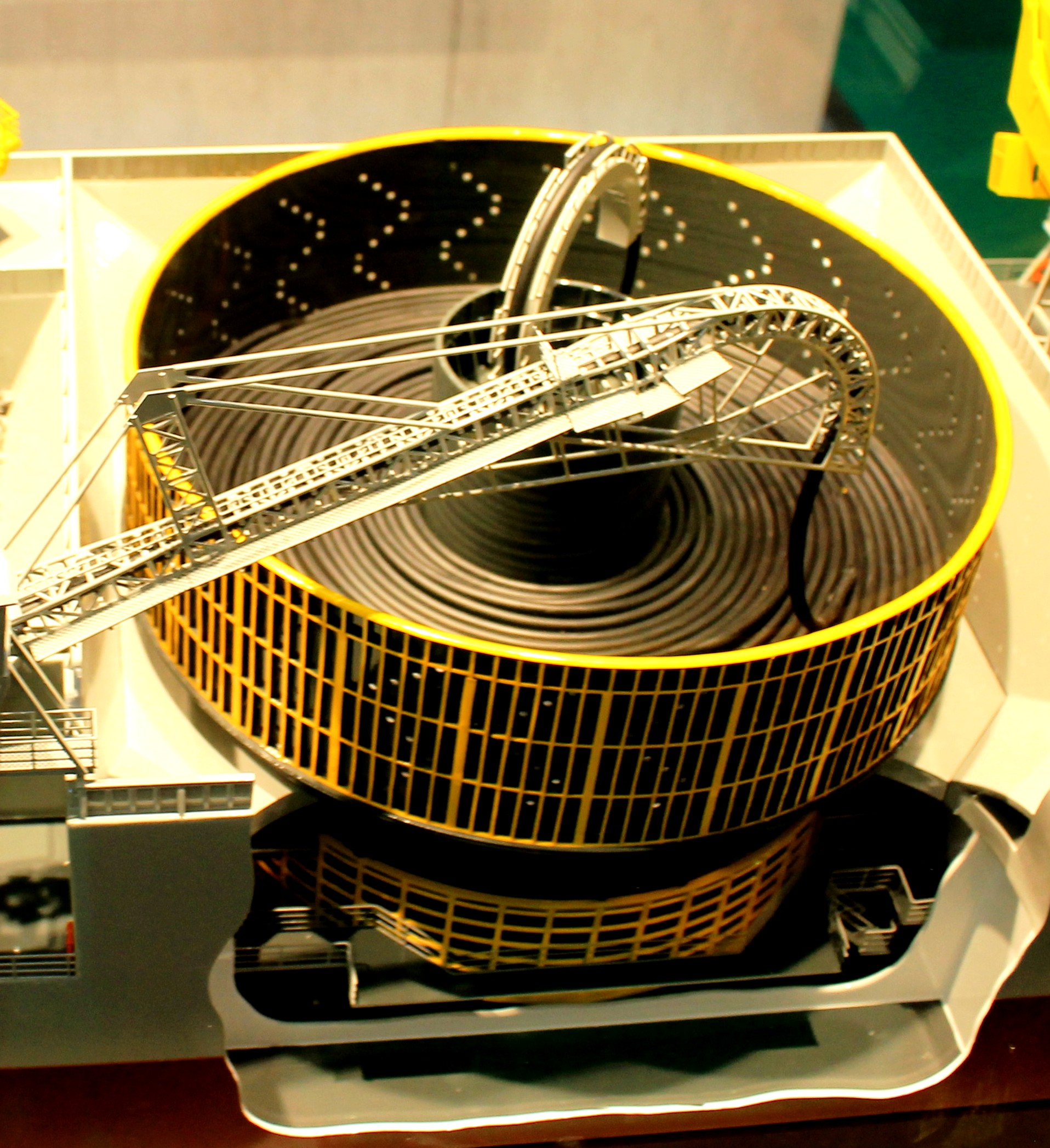
Modell vom Kabelleger Isaac Newton, Schnittbild mit Blick auf die beiden Kabeltrommeln

Im Modus „Kabelverlegung“ werden zwei Trommeln für die Kabel sowie die notwendigen Hilfseinrichtungen installiert. Eine drehbare Kabeltrommel mit 4.500 Tonnen Kabelkapazität befindet sich dann unter Deck und eine mit 7.400 Tonnen Kabelkapazität an Deck.
Im Modus „Steineverfüllen“ werden zwei Behälter für rund 10.000 Tonnen Gestein installiert, bestehend aus einer hinteren Schütteinrichtung mit einer Kapazität von 3.000 Tonnen und einer mittleren Schütteinrichtung mit einer Kapazität von 7.000 Tonnen. Jede Schütteinrichtung verfügt über einen Bagger und ein Fallrohr, damit die Felssteine bis zu 200 Meter Wassertiefe an der richtigen Stelle positioniert werden können.